# Bulgarian Juniors 2013
Das Bulgarian Juniors 2013 als bedeutendstes internationales Nachwuchsturnier von Bulgarien im Badminton fand vom 16. bis zum 18. August 2013 in der Sport Hall Vasil Levsky in Pasardschik statt.

## Sieger und Platzierte
| Disziplin    | Gold                             | Silber                           | Bronze                            |
| ------------ | -------------------------------- | -------------------------------- | --------------------------------- |
| Herreneinzel | Fabian Roth                      | Enis Sesalan                     | Andrey Dolotov                    |
| Herreneinzel | Fabian Roth                      | Enis Sesalan                     | Stefan Garev                      |
| Dameneinzel  | Luise Heim                       | Yvonne Li                        | Katarina Galenić                  |
| Dameneinzel  | Luise Heim                       | Yvonne Li                        | Mila Ivanova                      |
| Herrendoppel | Johannes Pistorius Marvin Seidel | Tanguy Citron Jordan Corvée      | Sergey Molodov Dmitrii Riabov     |
| Herrendoppel | Johannes Pistorius Marvin Seidel | Tanguy Citron Jordan Corvée      | Andrey Dolotov Alexandr Zinchenko |
| Damendoppel  | Alida Chen Cheryl Seinen         | Victoria Dergunova Olga Morozova | Mila Ivanova Mariya Mitsova       |
| Damendoppel  | Alida Chen Cheryl Seinen         | Victoria Dergunova Olga Morozova | Emilie Beaujean Verlaine Faulmann |
| Mixed        | Marvin Seidel Yvonne Li          | Johannes Pistorius Luise Heim    | Alexandr Zinchenko Olga Morozova  |
| Mixed        | Marvin Seidel Yvonne Li          | Johannes Pistorius Luise Heim    | Ruben Jille Cheryl Seinen         |